# Rotaliporoidea
Rotaliporoidea, previamente denominada Rotaliporacea, es una superfamilia de foraminíferos planctónicos del suborden Globigerinina y del orden Globigerinida. Su rango cronoestratigráfico abarca desde el Bathoniense  (Jurásico medio) hasta el Maastrichtiense (Cretácico superior). Si se excluyen las familias más primitivas, las incluidas en ocasiones en la superfamilia Favuselloidea, su rango se inicia en el Hauteriviense (Cretácico inferior).

## Discusión
Clasificaciones posteriores han incluido los taxones de Rotaliporoidea en la superfamilia Globigerinoidea.

## Clasificación
Rotaliporoidea incluye a las siguientes familias y subfamilias:
- Familia Conoglobigerinidae †
- Familia Globuligerinidae †
- Familia Favusellidae †
- Familia Hedbergellidae †
  - Subfamilia Hedbergellinae †
  - Subfamilia Helvetoglobotruncaninae †
  - Subfamilia Rotundininae †
- Familia Praehedbergellidae †
  - Subfamilia Praehedbergellinae †
- Familia Rotaliporidae †
  - Subfamilia Rotaliporinae †
  - Subfamilia Ticinellinae †

Las tres primeras familias han sido en ocasiones incluidas en otra superfamilia (superfamilia Favuselloidea).